# Departamento de Polícia de San Diego

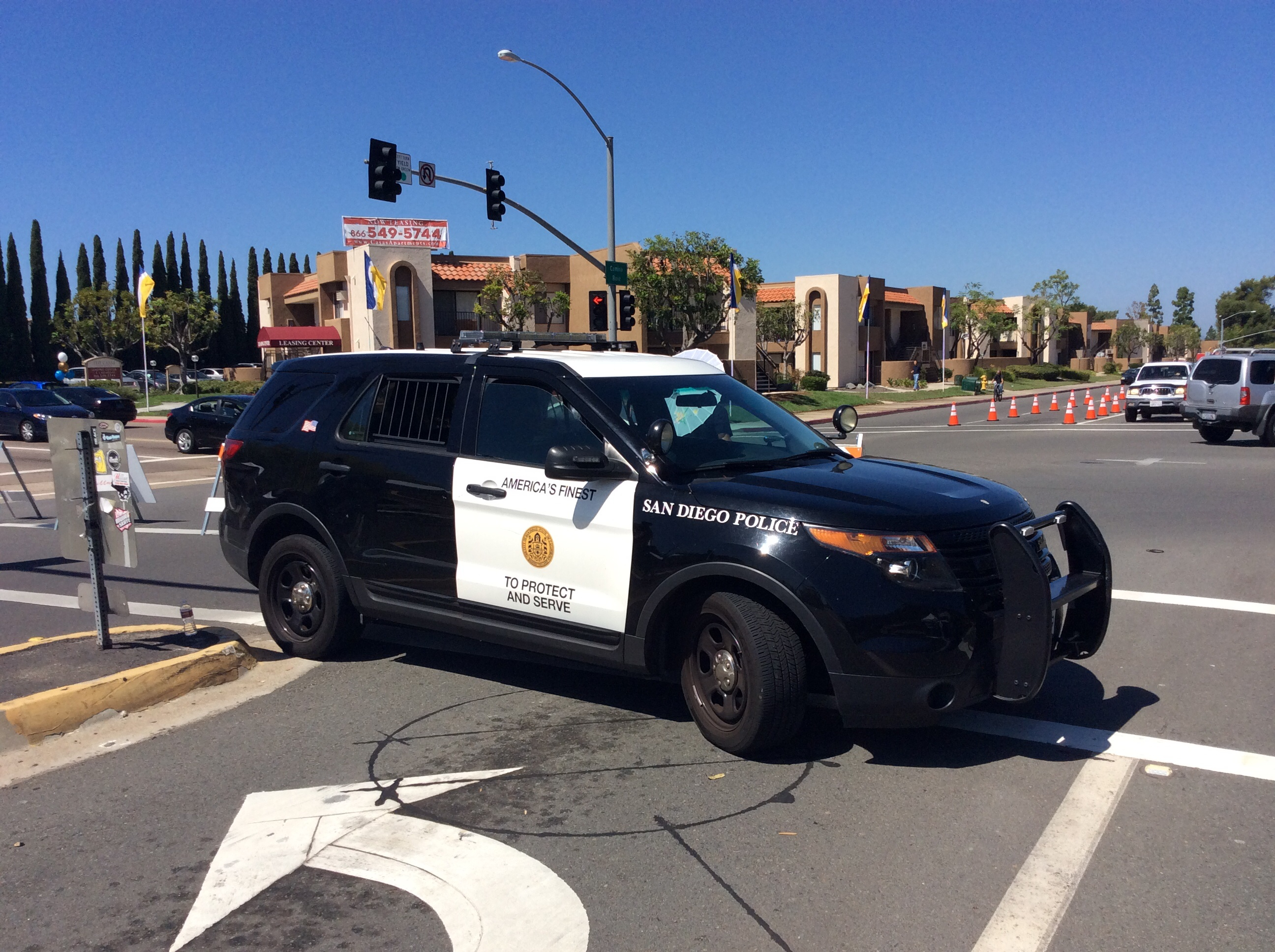
SUV da Polícia de San Diego em Mira Mesa

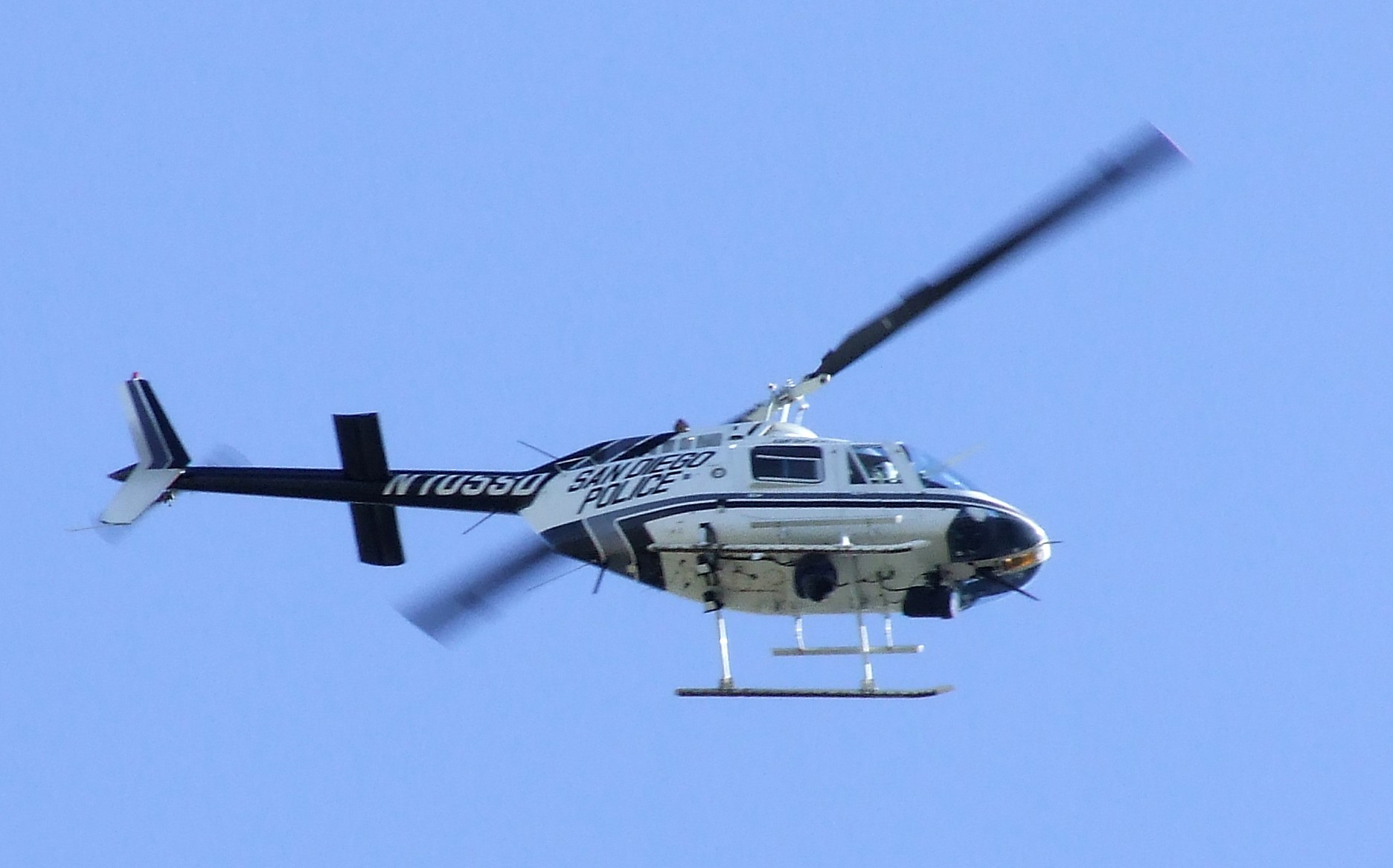
Helicóptero ABLE da Polícia de San Diego

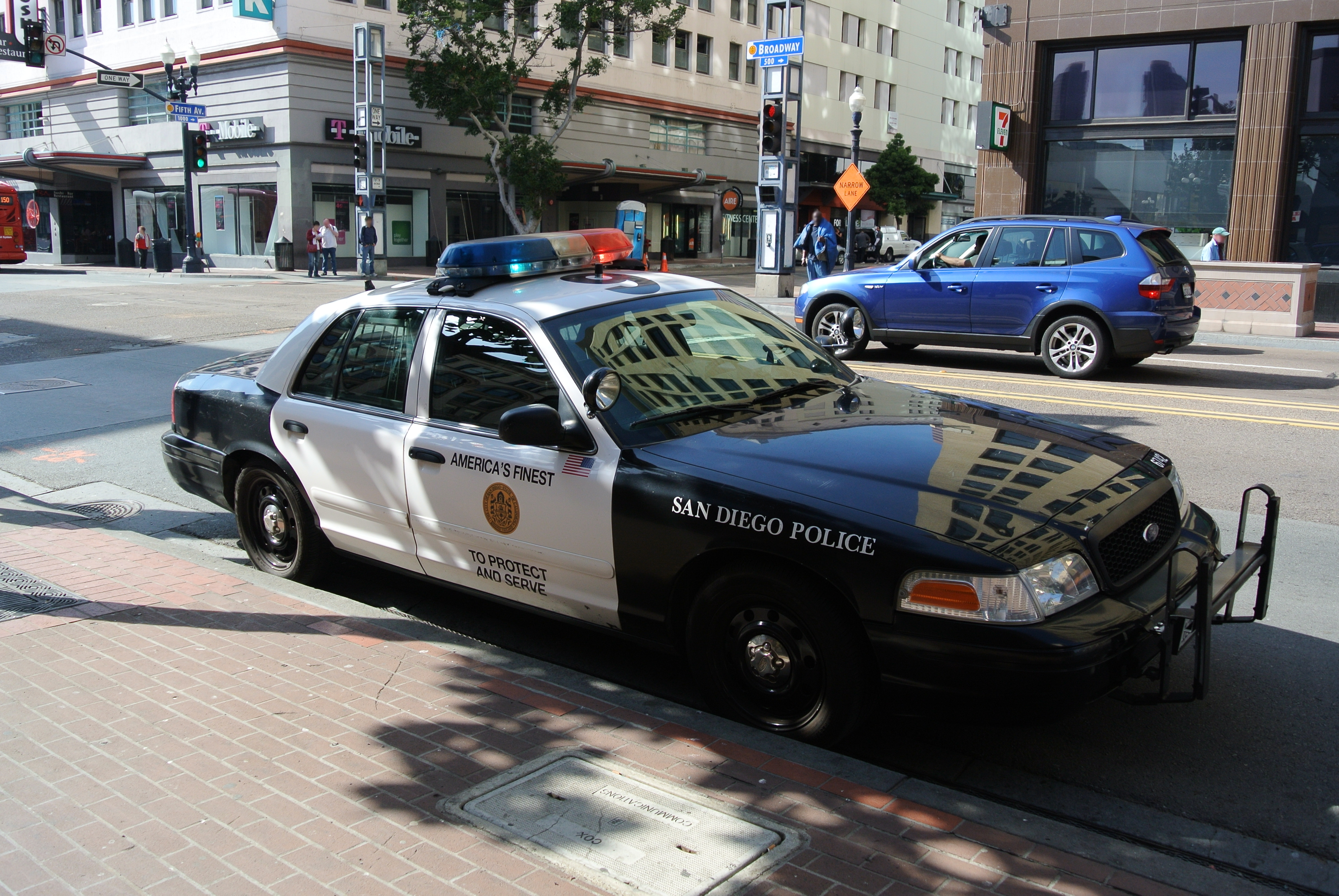
Viatura da Polícia de San Diego no centro da cidade

O Departamento de Polícia de San Diego é a principal agência de aplicação da lei de San Diego, Califórnia. Foi estabelecido em 16 de maio de 1889. O departamento emprega 1.731 policiais e 601 funcionários civis. Abrange 343 milhas quadradas de área de serviço com uma população de mais de 1,4 milhão de pessoas. É o segundo maior departamento de polícia municipal da Califórnia, depois do Departamento de Polícia de Los Angeles.

## História
Antes da criação do Departamento de Polícia de San Diego, os serviços de aplicação da lei eram fornecidos pelo Marshal da Cidade de San Diego a partir de 1850. O primeiro Marshal da Cidade, Agoston Haraszthy, nomeou Richard Freeman como Marshal, tornando Freeman o primeiro policial afro-americano na Califórnia. Em 1852, devido à falta de indivíduos dispostos a assumir o cargo, o Marshal da Cidade foi dissolvido. 
Em 1885, o cargo de Marshal da Cidade foi restabelecido e, em 1889, com um novo estatuto da cidade, o departamento de polícia foi estabelecido. Todos, exceto um policial na época do estabelecimento, eram brancos, a exceção era um único sargento hispânico. O sexto chefe de polícia, Edward “Ned” Bushyhead, também foi cofundador do San Diego Union , um antecessor do atual San Diego Union-Tribune.
Em 1939, o departamento mudou-se para sua sede na Harbor Drive, que eles usaram até se mudarem para seu prédio atual em 1986;  em 1998, a antiga sede foi colocada no Registro Nacional de Lugares Históricos.  Durante a Segunda Guerra Mundial, um terço do departamento foi convocado para o Exército dos Estados Unidos. Em 1973, a primeira oficial feminina uniformizada se juntou ao departamento.

## Estrutura hierárquica
| Title                      | Insignia |
| -------------------------- | -------- |
| Chefe                      |          |
| Chefe-assistente executivo |          |
| Chefe-assistente           |          |
| Capitão                    |          |
| Tenente                    |          |
| Sargento                   |          |
| Detetive                   |          |
| Oficial de Polícia - III   |          |
| Oficial de Polícia - II    |          |
| Oficial de Polícia - I     |          |
| Recruta                    |          |